# جوانا ويستبيرغ
جوانا ويستبيرغ (بالسويدية: Johanna Westberg) مواليد 6 أبريل 1990 في السويد، هي لاعبة كرة يد سويدية تلعب كظهير أيسر. مثلت منتخب السويد لكرة اليد للسيدات.

## سجل المنافسة
شاركت في البطولات التالية:
- بطولة أوروبا لكرة اليد للسيدات 2012
- بطولة أوروبا لكرة اليد للسيدات 2016

## روابط خارجية
- جوانا ويستبيرغ على موقع الاتحاد الدولي لكرة اليد (الإنجليزية)
- جوانا ويستبيرغ على موقع الاتحاد الأوروبي لكرة اليد (الإنجليزية)
- جوانا ويستبيرغ على موقع اللجنة الأولمبية الدولية (الإنجليزية)
- جوانا ويستبيرغ على موقع أوليمبيديا (الإنجليزية)
- جوانا ويستبيرغ على موقع اللجنة الأولمبية السويدية (السويدية)